# Gabriella di Vergy
Gabriella di Vergy è un'opera di Gaetano Donizetti, su libretto di Andrea Leone Tottola, tratto dalla tragedia Gabrielle de Vergy di Dormont de Belloy.

## Un travagliato debutto
Nel 1826 Donizetti si trovava a Napoli, dove dovevano andare in scena la revisione de L'ajo nell'imbarazzo (col titolo Don Gregorio), e due nuove opere: Alahor in Granata ed Elvida (scritta per il compleanno della regina Maria Isabella di Borbone-Spagna). Nel frattempo, iniziò a mostrare interesse verso il dramma Gabriella di Vergy, una nota tragedia già messa in musica da molti altri compositori prima di lui (Michele Carafa, Johann Simon Mayr, Francesco Morlacchi, Carlo Coccia). Si prospettava però un difficile debutto, dato che non aveva stipulato contratto con nessun teatro per la sua rappresentazione; Donizetti allora compose anche solo per "prova" alcuni brani, che furono riutilizzati in successive opere (Otto mesi in due ore, L'esule di Roma, Il paria, Anna Bolena).
Donizetti riprese in mano la musica quando, nel 1838, tornò a Napoli per un contratto che lo obbligava a comporre un'opera per il Teatro San Carlo: si prospettava un possibile debutto per la sfortunata opera, e Donizetti iniziò a comporre nuovi numeri. All'ultimo minuto però decise di rappresentare invece della Gabriella il Poliuto, che avrebbe poi riadattato per Parigi (dato che lo vincolava un contratto con l'Opéra). Ma la censura stroncò il Poliuto, considerato un soggetto troppo "sacro" per essere messo in scena: Donizetti si trovò allora a completare il progetto della Gabriella, aggiungendo parti di Ugo, Conte di Parigi, Maria de Rudenz, Rosmonda d'Inghilterra (mai eseguite prima di allora a Napoli). Quando sembrava tutto pronto per la rappresentazione, la censura stroncò anche la sventurata Gabriella, visto il finale macabro e cruento. Donizetti, allora, fu costretto a rappresentare la Pia de' Tolomei (già rappresentata a Venezia).
A Parigi, l'anno dopo, Donizetti sperò di rappresentarla, ma inutilmente; parte della musica fu riutilizzata per l'Adelia. La prima rappresentazione dell'opera avvenne vent'anni dopo la morte di Donizetti, nel 1869, finalmente al San Carlo, dopo essere stata revisionata dagli allievi di Donizetti, Gabriele Puzone e Paolo Serrao (che aggiunsero anche brani delle due cantate Il fausto ritorno e Cristoforo Colombo).

La critica non risparmiò la sfortunata opera, definita un'opera "aborto", per colpa delle continue revisioni e aggiunte dalle altre opere. Per una rappresentazione in tempi moderni si dovette attendere il 1978 alla Queen's University Belfast, in seguito alla riscoperta della partitura del 1838, incisa successivamente da Opera Rara ed il 1985 a Dorset.

## Cast della prima assoluta
| Personaggio | Interprete                 |
| ----------- | -------------------------- |
| Gabriella   | Marcella Lotti della Santa |
| Fayel       | Giuseppe Villani           |
| Raoul       | Gottardo Aldighieri        |
| Filippo II  | Marco Arati                |
| Almeide     | Carolina Certoné           |
| Armando     | Memmi                      |

## Trama
Gabriella è innamorata del bel Raoul de Coucy, ma è costretta dal padre a sposare il violento Fayel, conte di Vergy. Raoul si scontra con gli uomini di Fayel, e viene creduto morto; successivamente riesce a salvare la vita del re Filippo II Augusto, che gli concede per premio la mano della sorella di Fayel, Almeide. Gabriella e Raoul possono così incontrarsi di nuovo, ma la gelosa Almeide rivela al fratello che la moglie lo tradisce, e scopre i due amanti; Fayel allora sfida a duello Raoul e lo uccide, per poi strappargli il cuore dal petto e mostrarlo alla moglie: Gabriella lo maledice e muore sopraffatta dall'orrore.

## Struttura musicale
- Sinfonia

### Atto I
- N. 1 - Coro d'introduzione e Cavatina Fayel Ah! d'eroe ben degna prole - Amor! tacete...oh, Nume (Coro, Almeide, Fayel)
- N. 2 - Cavatina Raoul Ma che dissi? E dove mai
- N. 3 - Cavatina Gabriella Tronca pure i dì funesti
- N. 4 - Coro Voi, che al fianco d'eroe così grande (Coro, Filippo)
- N. 5 - Finale I La man di tua sorella (Filippo, Almeide, Raoul, Gabriella, Fayel, Armando, Coro)

### Atto II
- N. 6 - Coro e Aria Raoul Liquor sì fervido - Sì, ferisci, e il sangue mio (Raoul, Coro)
- N. 7 - Coro O bella Almeide
- N. 8 - Finale II Cedi e vanne: è scritto in cielo - Vendetta! la chiede (Raoul, Gabriella, Almeide, Fayel, Filippo, Armando, Coro)

### Atto III
- N. 9 - Duetto Fayel e Raoul Di questo acciaro al lampo
- N. 10 - Finale III Perché non chiusi il dì - Scellerato, quel sangue fumante (Gabriella, Fayel, Coro)

## Discografia
| Anno | Cast (Gabriella, Fayel, Raoul, Filippo II)                           | Direttore, Orchestra e Coro                                         | Etichetta                      |
| ---- | -------------------------------------------------------------------- | ------------------------------------------------------------------- | ------------------------------ |
| 1979 | Ludmilla Andrew, Christian DuPlessis, Maurice Arthur, John Tomlinson | Alun Francis, Royal Philharmonic Orchestra, Geoffrey Mitchell Choir | Audio CD: Opera Rara Cat: OR 3 |